# Okonjati-Wildschutzgebiet
Das Okonjati-Wildschutzgebiet (englisch Okonjati Game Reserve), auch Okonyati/Okonjati Game Sanctuary, ist ein etwa 360 Quadratkilometer großes privates Naturschutzgebiet in der Region Otjozondjupa in Namibia.

## Beschreibung
Okonjtati wurde 1975 von Jan Oelofse gegründet. Der Park setzt sich v. a. für den Schutz der Flusspferde ein und bietet auch hunderten verschiedenen Vogelarten, über 20 Antilopenarten, Elefanten, Löwen, Leoparden, Geparden, Nashörnern und vielen anderen seltenen Tieren ein Zuhause. Im Park sind versteinerte Dinosaurierspuren zu besichtigen.
Im Okonjati-Wildschutzgebiet liegen die Berge Etjo und Klein-Etjo. Der Mount Etjo erlangte große Berühmtheit durch die Friedensgespräche zur Unabhängigkeit Namibias 1989.
Im Schutzgebiet befindet sich die Mount Etjo Safari Lodge.